# Michał Trzos
Michał Trzos ps. „Michał” (ur. 1879 we wsi Guzów, zm. 10 stycznia 1908 Sokołów Podlaski) – członek Organizacji Bojowej PPS, uczestnik zamachu na gubernatora Skałona.

## Życiorys
Murarz. Wstąpił do PPS w pierwszych latach XX wieku. Odbył służbę w wojsku carskim, kończąc ją w stopniu podoficera.
4 maja 1905 po rewizji w mieszkaniu przy ul. Wroniej w Warszawie i znalezieniu nielegalnej literatury został aresztowany i osadzony w X Pawilonie Cytadeli Warszawskiej. W październiku 1905 z inicjatywy Generał-Gubernatora Warszawskiego Gieorgija Skałona został zesłany administracyjne na Syberię na czas stanu wojennego. W trakcie pobytu w więzieniu etapowym, gdy ukazał się „manifest październikowy”, został objęty amnestią. Powrócił natychmiast do Warszawy, gdzie poddany nadzorowi policji, kontynuował działalność w PPS.
Był jednym z uczestników zamachu na generał-gubernatora Skałona w sierpniu 1906. Plan zamachu przygotował Mieczysław Mańkowski. Polegał on na sprowokowaniu wyjazdu Skałona w określone miejsce, gdzie będą czekali zamachowcy. Postanowiono dokonać obrazy przedstawiciela państwa obcego, co zmusi gubernatora do osobistych przeprosin. Wybór padł na wicekonsula niemieckiego barona Gustawa Lerchenfelda, zamieszkałego przy ul. Natolińskiej 9. Nieopodal PPS wynajęła mieszkanie, w którym przebywały zamachowczynie Wanda Krahelska, Albertyna Helbertówna i Zofia Owczarkówna.
Trzos w przebraniu rosyjskiego oficera 14 sierpnia 1906 spoliczkował konsula na Placu Zielonym. 18 sierpnia 1906, gdy na Natolińską przybył Skałon z przeprosinami, doszło do próby zamachu na niego. Zamach nie udał się z powodu wad konstrukcyjnych bomb (pierwsza rzucona bomba nie wybuchła).
W lutym 1907 uczestniczył w zamachu na urząd pocztowy przy ul. Wspólnej w Warszawie pod dowództwem Tomasza Arciszewskiego. 10 stycznia 1908 uczestniczył w nieudanej akcji na pocztę na stacji kolejowej Sokołów Podlaski. Trzos zginął tam rozszarpany bombą.
W grudniu 1930 pośmiertnie odznaczony Krzyżem Niepodległości z Mieczami.